# Erzelj
Erzelj (Duits: Rosell im Gebirge) is een plaats in Slovenië en maakt deel uit van de gemeente Vipava in de NUTS-3-regio Goriška. De plaats telde 85 inwoners op 1 januari 2020.

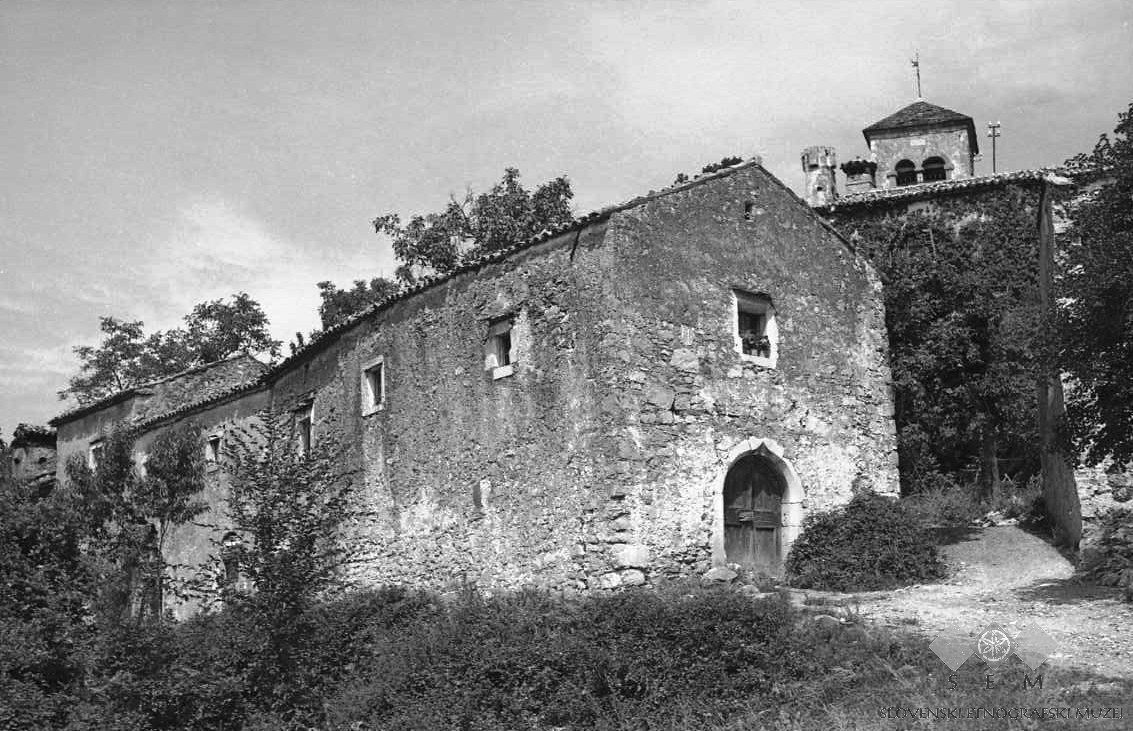
Sint Michaëlskerk